# Phare d'Asylum

Le phare d'Asylum (en anglais : Asylum Light), est un phare du lac Winnebago situé au nord d'Oshkosh sur une petite île dans le comté de Winnebago, Wisconsin. Celui-ci n'a jamais été activé.

## Historique
En 1871, la construction de l'Hôpital psychiatrique  Northern Asylum for the Insane a commencé, qui a été plus tard appelé le Winnebago Mental Health Institute. L'ancien nomAsylum est resté pour désigner le nom de ce point et de la baie. Le phare n'a été construit qu'en 1937 mais le ministère des Transports a rapidement rejeté le phare en tant que feu de navigation, ce qui a empêché son activation. Ce phare, comme balise de jour, marque la séparation entre les baies de North Asylum et South Asylum.
Le phare a subi quelques réparations structurales qui ont été effectuées en 2007. Au milieu des années 1990, un pont avait été reconstruit vers l'île, ce qui a permis d'accéder à celle-ci et au phare. Depuis lors, le pont s'est détérioré, rendant la structure impropre à la traversée.

Identifiant : ARLHS : USA-979 .

### Lien connexe
- Liste des phares du Wisconsin